# Giải Nansen vì người tị nạn
Giải Nansen vì người tị nạn (tiếng Anh: Nansen Refugee Award) là một giải thưởng hàng năm của Cao ủy Liên Hợp Quốc về người tị nạn dành cho các cá nhân, các tổ chức có cống hiến nổi bật cho sự nghiệp của người tị nạn, người bị cưỡng bức di dời hoặc người vô tổ quốc.

## Lịch sử
Giải này được thiết lập năm 1954, được đặt theo tên chính khách, nhà thám hiểm địa cực dũng cảm người Na Uy, từng đoạt giải Nobel Hòa bình Fridtjof Nansen. Là Cao ủy về người tị nạn đầu tiên ở Hội Quốc Liên, những thành tựu của Nansen đã tạo ra những bước tiến đáng kể trong việc đưa ra một tiếng nói cho các những người bị cưỡng bức di dời.
Giải Nansen vì người tị nạn của "Cao ủy Liên Hợp Quốc về người tị nạn" gồm một huy chương tưởng niệm gọi là "Huy chương Nansen", và một khoản tiền thưởng 100.000 dollar Mỹ, do 2 chính phủ Na Uy và Thụy Sĩ tài trợ, để bắt đầu một dự án có sự tham vấn của Cao ủy Liên Hợp Quốc về người tị nạn nhằm hỗ trợ những người tị nạn hay bị buộc phải di dời.
Chính phủ Thụy Sĩ và Na Uy, Hội đồng người tị nạn Na Uy (NRC) và quỹ IKEA hỗ trợ chương trình giải Nansen vì người tị nạn của Cao ủy Liên Hợp Quốc về người tị nạn.

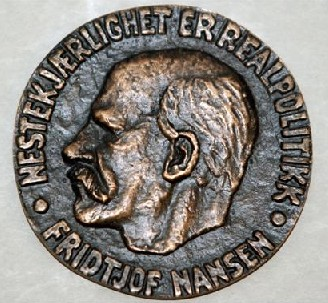
Huy chương Nansen vì người tị nạn được Cao ủy Liên Hợp Quốc về người tị nạn trao hàng năm nhằm công nhận những cống hiến nổi bật vào sự nghiệp của người tị nạn. Trên đầu huy chương ghi hàng chữ: "Nestekjærlighet er realpolitikk" (Tình yêu tha nhân là chính sách thiết thực)

## Lễ trao giải thưởng
Hàng năm, giải Nansen vì người tị nạn được trao trong một buổi lễ trang trọng ở thành phố Genève, Thụy Sĩ, "thủ đô nhân đạo của thế giới". Lễ trao giải diễn ra trong "Bâtiment des Forces Motrices", trùng hợp với cuộc họp thường niên của Ủy ban chấp hành Cao ủy Liên Hợp Quốc về người tị nạn

## Cuộc thảo luận của nhóm chuyên gia giải Nansen vì người tị nạn
Năm 2011, Cao ủy Liên Hợp Quốc về người tị nạn cộng tác với Đại học Genève, "Foundation Pour Genève" (Quỹ vì Genève), và Viện luật nhân đạo và nhân quyền quốc tế ở Genève (Académie de droit international humanitaire et droits humains à Genève để tổ chức cuộc thảo luận đầu tiên của nhóm chuyên gia giải Nansen. Ngày nay, cuộc thảo luận có sự tham gia của Cộng đồng trí thức Genève, các phương tiện truyền thông đại chúng và giới trẻ về sự nghiệp người tị nạn và công việc của Cao ủy Liên Hợp Quốc về người tị nạn trở thành một sự kiện hàng năm.
Năm 2012, cuộc thảo luận này mang tên "Les femmes et la reconstruction de la Somalie: du trouble à l'espoir" (Phụ nữ và việc tái thiết Somalia: từ Hỗn độn tới Hy vọng) có sự tham gia của Leymah Gbowee, người đoạt giải Nobel Hòa bình năm 2011, tổng thư ký Hội đồng tị nạn Na Uy Elisabeth Rasmusson, và đại sứ thiện chí danh dự suốt đời của Cao ủy Liên Hợp Quốc về người tị nạn Barbara Hendricks như thành viên trong nhóm chuyên gia này.

## Đề cử
Các ứng viên mạnh nhất là những người đã vượt xa tiếng gọi của nhiệm vụ, những người đã thể hiện sự kiên trì và lòng can đảm, và những người bản thân đã trực tiếp giúp đỡ lớn lao cho các người bị buộc phải di dời.
Các đề cử phải được gửi qua trang web của giải Nansen vì người tị nạn. Những cựu viên chức hoặc viên chức hiện hành của Cao ủy Liên Hợp Quốc về người tị nạn không được quyền đề cử. Có khuyến nghị tránh các việc tự đề cử, trong đó có việc đề cử trong nội bộ tổ chức Cao ủy Liên Hợp Quốc về người tị nạn.

## Những người đoạt giải
- 1954: Eleanor Roosevelt (Hoa Kỳ)
- 1955: Nữ hoàng Juliana của Hà Lan (Hà Lan)
- 1956: Dorothy D. Houghton (Hoa Kỳ) và Gerrit Jan van Heuven Goedhart (Hà Lan) (truy tặng)
- 1957: Liên đoàn các Hội Chữ thập đỏ và Trăng lưỡi liềm đỏ quốc tế
- 1958: David Hoggett (Vương quốc Anh) và Pierre Jacobsen (Pháp) (truy tặng)
- 1959: Oskar Helmer (Áo)
- 1960: Christopher Chataway, Colin Jones, Trevor Philpott và Timothy Raison (Vương quốc Anh)
- 1961: Vua Olav V của Na Uy (Na Uy)
- 1962: Tasman Heyes (Úc)
- 1963: Hội đồng quốc tế các cơ quan tình nguyện
- 1964: May Curwen (Vương quốc Anh), François Preziosi (Ý) (truy tặng) và Jean Plicque (Pháp) (truy tặng)
- 1965: Lucie Chevalley (Pháp), Ana Rosa Schliepper de Martinez Guerrero (Argentina) (truy tặng)
- 1966: Jørgen Nørredam (Đan Mạch) (truy tặng)
- 1967: Bernhard xứ Lippe-Biesterfeld (Hà Lan)
- 1968: Bernard Arcens (Sénégal) và Charles H. Jordan (Hoa Kỳ) (truy tặng)
- 1969: Công chúa Princep Shah (Nepal)
- 1971: Louise W. Holborn (Hoa Kỳ)
- 1972: Svana Fridriksdottir (Iceland)
- 1974: Helmut Frenz (Chile)
- 1975: James J. Norris (Hoa Kỳ)
- 1976: Olav Hodne (Na Uy) và Marie-Louise Bertschinger (Thụy Sĩ) (truy tặng)
- 1977: Hội Lưỡi liềm đỏ Malaysia (Malaysia)
- 1978: Seretse Khama (Botswana)
- 1979: Valéry Giscard d'Estaing (Pháp)
- 1980: Maryluz Schloeter Paredes (Venezuela)
- 1981: Paul Cullen (Úc)
- 1982: Sonja, Vương hậu Na Uy (Na Uy)
- 1983: Mwalimu Julius Kambarage Nyerere (Tanzania)
- 1984: Lewis M. Hiller, Jeff Kass và Gregg Turay (Hoa Kỳ)
- 1985: Paulo Evaristo Arns (Brasil)
- 1986: Nhân dân Canada" (do toàn quyền Canada Jeanne Sauvé nhân danh nữ hoàng Elizabeth II nhận)
- 1987: Juan Carlos I (Tây Ban Nha)
- 1988: Syed Munir Husain (Pakistan)
- 1991: Paul Weis (Áo) (truy tặng) và Libertina Appolus Amathila (Namibia)
- 1992: Richard von Weizsäcker (Đức)
- 1993: Bác sĩ không biên giới
- 1995: Graça Machel (Mozambique)
- 1996: Tổ chức Quốc tế người tàn tật
- 1997: Joannes Klas (Hoa Kỳ)
- 1998: Mustafa Abdülcemil Qırımoğlu (Ukraina)
- 2000: Jelena Silajdzic (Bosna và Hercegovina), Abune Paulos (Ethiopia), Lao Mong Hay (Campuchia), Miguel Angel Estrella (Argentina) và các người tự nguyện Liên Hợp Quốc
- 2001: Luciano Pavarotti (Ý)
- 2002: Arne Rinnan (Na Uy), thủy thủ đoàn tàu container MV Tampa và Wallenius Wilhelmsen ASA (xem Tampa affair[8])
- 2003: Annalena Tonelli, (Ý)
- 2004: Hội Memorial (Hội nhân quyền) (Nga)
- 2005: Marguerite Barankitse (Burundi)
- 2006: Akio Kanai (Nhật Bản)
- 2007: Katrine Camilleri (Malta)
- 2008: Chris Clark (Anh) và những người Liban cùng toàn bộ nhân viên quốc tế trong chương trình gỡ mìn của Liên Hợp Quốc ở Nam Libăng.
- 2009: Edward Kennedy (Hoa Kỳ)
- 2010: Alixandra Fazzina (Anh)
- 2011: Hội Nhân đạo (Yemen)
- 2012: Hawa Aden Mohamed (Somalia) cho việc giúp đỡ các nạn nhân Somalia bị cưỡng hiếp [9]
- 2013: Angélique Namaika (Cộng hòa Dân chủ Congo)[10][11]
- 2014: Butterflies with New Wings Building a Future (Butterflies) (Red Mariposas de Alas Nuevas Construyendo Futuro) (Những con bướm với cánh mới xây dựng tương lai) - Mạng lưới quyền phụ nữ Colombia làm việc giúp đỡ nạn nhân bị buộc di cư và lạm dụng tình dục.
- 2015, Aqeela Asifi.[12]
- 2016, Efi Latsoudi y El Equipo de Rescate Helénico.[13]